# Uriel
Uriel, literalment ‘la Llum de Déu’, és el nom d'un arcàngel segons la tradició jueva i cristiana ortodoxa. Apareix mencionat al Llibre d'Henoc o l'Apocalipsi d'Esdres i és un personatge rellevant a El paradís perdut, de John Milton, on s'encarrega dels astres del cel. És el quart àngel més mencionat a la tradició religiosa i artística després dels tres noms esmentats a la Bíblia: Gabriel, Miquel i Rafael. Acostuma a ser representat amb una espasa o un llibre a la mà.